# Johannes Sandgren
Johannes Sandgren, född 22 mars 1990 i Eslöv, är en svensk tidigare handbollsspelare (vänsternia).

## Karriär
Johannes Sandgren började sin karriär i Eslövs HF. Han gick på handbollsgymnasiet på Bergaskolan i Eslöv. 2008 värvades han till elitserieklubben H43 Lund. På seniornivå spelade han för H43 Lund i fyra säsonger innan han 2012 lämnade för OV Helsingborg. Under två säsonger i OV spelade Sandgren 66 matcher och gjorde 302 mål. 2014 slutade han spela för OV Helsingborg och skrev kontrakt med HIF Karlskrona.
De första säsonger i HIF Karlskrona gick bra. Efter fem säsonger i HIF Karlskrona meddelade Sandgren att slutade spela handboll.
Johannes Sandgren spelade 24 ungdomslandskamper och gjorde 60 mål i landslaget. Han har inte spelat i A-landslaget.

## Privatliv
Johannes Sandgren är son till handbollstränaren Ulf Sandgren och bror till Adam Sandgren, som också spelat handboll.

## Klubbar
- Eslövs HF (–2008)
- H43 Lund (2008–2012)
- OV Helsingborg (2012–2014)
- HIF Karlskrona (2014–2019)